# Benoît Vêtu
Benoît Vêtu, né le 29 octobre 1973 à Hyères, est un coureur cycliste sur piste et entraîneur français.

## Biographie

### Carrière de coureur
En 1992, Benoît Vétu termine troisième du championnat de France du kilomètre. Lors des championnats de France de 1994, il se classe également troisième du keirin et du kilomètre. L'année suivante, il remporte la médaille d'argent en vitesse par équipes aux mondiaux de Bogota, aux côtés de Florian Rousseau et Hervé Thuet. Sa carrière est interrompue par une hernie discale en 1996. Après une opération, il tente un retour mais n'est pas sélectionné pour les championnats du monde de Bordeaux en 1998. Il met un terme à sa carrière et s'oriente vers le professorat de sport afin de devenir entraineur.

### Carrière d'entraîneur
En 2005, Benoît Vêtu succède à Daniel Morelon à la tête du pôle France de la Fédération française de cyclisme, dans sa ville natale de Hyères, où il entraîne Mickaël Bourgain, Kévin Sireau, Clara Sanchez, Sandie Clair.
Après les Jeux olympiques de 2012, il quitte la fédération française afin d'entraîner l'équipe nationale de Russie de sprint. À ce poste, il amène notamment Denis Dmitriev à la deuxième place du championnat du monde de vitesse de 2013. Il continue d'ailleurs depuis à entraîner celui-ci.
En fin d'année 2013, Vêtu s'engage avec la fédération chinoise afin d'entraîner l'équipe nationale chinoise de sprint jusqu'au Jeux olympiques de 2016. Il y succède à nouveau à Daniel Morelon,. L'objectif de son recrutement est d'obtenir une première médaille d'or en cyclisme pour la Chine. Il y parvient en remportant plusieurs titres. En 2015, Gong Jinjie et Zhong Tianshi deviennent championnes du monde de vitesse par équipes. L'année suivante, Zhong Tianshi bat sa compatriote Lin Junhong en finale du tournoi de vitesse, la discipline reine de la piste. En août, Benoît Vêtu obtient avec le duo Gong Jinjie et Zhong Tianshi le premier titre olympique du pays en cyclisme lors de la vitesse par équipes féminine.
Il rejoint l'équipe japonaise en octobre 2016, avec pour objectif les Jeux olympiques de 2020 organisés à domicile à Tokyo. Il fait équipe avec l'Australien Jason Niblett pour s'occuper de l'entrainement des sprinteurs. Néanmoins, les Jeux - reportés en août 2021 - s'avèrent décevant pour les sprinteurs japonais qui ne remportent aucune médaille. Deux mois après les Jeux, le duo d'entraineur Vêtu-Niblett optent pour des coureurs différents pour participer aux championnats du monde de Roubaix. En avril 2022, il est nommé  directeur technique national pour l'ensemble des disciplines sur piste par la Fédération japonaise de cyclisme. Sous ses ordres, l'équipe japonaise se qualifie dans onze des douze épreuves des Jeux olympiques de Paris 2024 et remporte trois médailles d'or lors des mondiaux 2024. 
En avril 2025, après huit ans au Japon, il fait son retour comme entraineur en Chine.

### Vie personnelle
Benoît Vêtu s'est marié en 1996 avec la championne cycliste Félicia Ballanger. Le couple s'est séparé en 2000, après les jeux de Sydney. Vêtu s'est remarié et a eu deux enfants, Benjamin et Mattheo.

## Palmarès

### Championnats du monde
- Bogota 1995
  -  Médaillé d'argent de la vitesse par équipes

### Coupe du monde
- 1995
  - 1er du kilomètre à Tokyo
  - 1er du kilomètre à Manchester

### Championnats de France
- 1992
  - 3e du kilomètre
- 1994
  - 3e du keirin
  - 3e du kilomètre